# 下奥西奥
下奥西奥（義大利語：Osio Sotto）是意大利贝加莫省的一个市镇。总面积7.45平方公里，人口11639人，人口密度1562.3人/平方公里（2009年）。国家统计（ISTAT）代码为016153。